# Wyjaśnialna sztuczna inteligencja
Wyjaśnialna sztuczna inteligencja (ang. Explainable AI, XAI) – dziedzina badań w ramach sztucznej inteligencji, która bada metody wyjaśniania złożonych modeli zapewniające możliwość nadzoru nad algorytmami AI. Celem wyjaśnialności jest rozumowanie leżące u podstaw decyzji lub przewidywań algorytmów sztucznej inteligencji, aby uczynić je bardziej zrozumiałym i przejrzystym. XAI pomaga dostarczyć wymagania użytkowników dotyczące oceny bezpieczeństwa i kontroli automatycznego podejmowania decyzji w aplikacjach i stanowi podejścia alternatywne do koncepcji czarnej skrzynki, w której nawet projektanci modelów nie potrafią wyjaśnić, dlaczego określona decyzja została podjęta.